# 安云乡
安云乡，是中华人民共和国四川省达州市通川区下辖的一个乡镇级行政单位。

## 行政区划
安云乡下辖以下地区：
街道社区、楼房村、凤翔村、战马村、大尖村、佛岩村、落花村、水洞村、南鹰村、石人村、三层村、大河村、木龙村、二龙村和七河村。